# Marquesa de Barolo
Julieta Frances Colbert de Maulévrier (1785-1864), más conocida como la Marquesa de Barolo, fue una célebre dama turinesa del siglo XIX que se interesó por la situación de las niñas y jóvenes marginales o en situaciones difíciles en un tiempo en el que Turín vivía su propia revolución industrial e Italia marchaba hacia su unificación lograda en 1870 y que tuvo como epicentro al Piamonte. Fundó varios institutos religiosos y civiles, todos en beneficio de las muchachas y su figura está además relacionada con otros turineses ilustres como Don Bosco y José Allamano. La descripción de su persona y su apostolado fue cuidadosamente elaborada por el biógrafo de Don Bosco, G. B. Lemoyne gracias al encuentro entre estos dos notables personajes de la sociedad piamontesa.

## Personalidad
Julieta Colbert era la viuda del Marqués Tancredo Falletti de Barolo (1782 - 1838) y no tuvo hijos. Era destacada en la escritura, de una alta posición social y muy cercana a la corte. Uno de sus directores espirituales fue el padre José Cafasso y guiada por principios cristianos, se dedicó a apoyar obras de beneficencia en el Piamonte, especialmente en favor de las muchachas más necesitadas. Bajo su petición e influencia, el rey Carlos Félix trajo a Turín a las Damas del Sagrado Corazón con el fin de velar por la educación de muchachas de clase alta y para lo cual donó un terreno de su propiedad. Pero pronto se centraría en proveer para las muchachas más pobres cuando en 1834 construyó un colegio para ellas adyacente a la Iglesia de la Consolata. Fue una de las primeras obras tendientes a la educación de la mujer en un tiempo de difícil situación obrera en medio de la revolución industrial turinesa. Visitaba con frecuencia las cárceles para mujeres y obtuvo el mejoramiento de las condiciones de reclusión de éstas y su traslado a un edificio más digno en donde las presas pudieran estudiar y atender a su religión. Ella misma lideró la redacción de un reglamento en donde se contemplaba un horario que daba a las internas. Durante la peste de cólera de 1835, la marquesa de Barolo fue una de las personas comprometidas con la atención a las víctimas en la ciudad.

## Fundaciones
La Marquesa fundó varias obras de carácter social en beneficio de las muchachas y muy especialmente de las más pobres. Entre las obras de su iniciativa se encuentran las siguientes:
- El Refugio: Un internado para niñas huérfanas en el cual Don Bosco prestó sus servicios como capellán.

- Cárcel de mujeres: Este fue un logro de la Marquesa después de solicitar a las autoridades el cambio de internas de tres cárceles a mejores condiciones en un nuevo edificio. Para la atención de la cárcel, trajo a las hermanas de la Congregación de San José.

- Instituto de Hermanas de Santa Ana para la educación femenina.

- Orfanato de las Julietas: Internado para niñas huérfanas. El nombre, "Julietas", fue puesto en su honor. Según Lemoyne,[3] las muchachas recibían de parte de la Marquesa una dote de 500 liras.

- Hogares para muchachas obreras: La Marquesa fundó varios de estos centros a los que llamaba "Familias" bajo el gobierno de una "Madre" que recibía una pensión anual, mientras las muchachas aprendían un oficio.

- Escuelas católicas: Especialmente en la Diócesis de Pinerolo.

- Monasterio de Santa María Magdalena: Fue construido en Valdocco y nació primero como un asilo para arrepentidas. Como muchas de las mujeres no querían salir de allí, se consagraron como religiosas en un nuevo Instituto, llamado de las Hermanas Penitentes de Santa María Magdalena.

- Hospital de Santa Filomena: Construido entre el Refugio y el Monasterio de las Magdalenas, destinado a la atención de niñas lisiadas y enfermas.

## La Marquesa de Barolo y Don Bosco
El primer encuentro entre Juan Bosco y la marquesa de Barolo se dio en el momento en el cual el joven sacerdote desarrollaba su apostolado con los muchachos necesitados de Turín. Don Cafasso, como su director en el Instituto Catequético, le pidió atender los servicios pastorales de las niñas del Refugio en compañía del padre Borel. Don Bosco le puso como condición a la Marquesa que aceptaba el cargo si los muchachos lo podían visitar y ella no solo admitió ello, sino que le dio permiso para que reuniera su Oratorio en los predios del Hospital de Santa Filomena. Era el tiempo en el cual Don Bosco recibía muchas críticas por su apostolado entre muchachos de la calle (decían que estaba loco) y los juegos y actividades de los jóvenes serían motivo de inconformidades para la paz femenina del Refugio y del Hospital de la Marquesa. 
La intensa actividad del joven sacerdote entre la atención del Refugio de las niñas y el Oratorio de los muchachos, deteriora notablemente su salud, lo que ocasiona preocupaciones en la noble dama quien en marzo de 1846 le propone a Don Bosco que abandone a los muchachos, se dedique solo a las niñas de su Refugio y le ofrece 50 mil liras para que se tome unas vacaciones. La negativa de Don Bosco ante la oferta hizo que la Marquesa acudiera a una solución más drástica: si Don Bosco no aceptaba dejar a los muchachos, quedaría despedido, a lo que responde Don Bosco:

Mi respuesta está pensada. Usted tiene dinero, y encontrará fácilmente cuantos sacerdotes quiera para sus instituciones. No pasa lo mismo con mis pobres chiquillos. Si ahora yo me retiro, quién se ocupará de ellos. Por tanto… me daré de lleno al cuidado de los muchachos abandonados

El rechazo a la propuesta de la marquesa de Barolo confirmó los rumores de la locura de Don Bosco entre los críticos de ese primer tiempo de su Oratorio. La escena distanció a los dos benefactores de la juventud turinés de la época, cada uno a su modo, pero el tiempo mostraría no solo una gran armonía entre ambos personajes, sino un complemento en bien de los jóvenes de la región.
Al morir, fue enterrada en el Cementerio monumental de Turín, en 1889 su cuerpo fue trasladado a la Iglesia de Santa Julia, fundada por ella, en 2013 su marido fue trasladado a dicha iglesia, y en 2015 el Papa Francisco la declaró Venerable.